# Cygnus Solutions
Cygnus Solutions, originariamente Cygnus Support, è un'azienda fondata nel 1989 da John Gilmore, Michael Tiemann e David Henkel-Wallace, che si occupa di fornire supporto commerciale per il software libero. Il suo slogan è infatti Rendere il software libero a prezzi accessibili. Fra i prodotti più celebri sviluppati dalla Cygnus si può citare il celebre Cygwin, un livello POSIX e il porting del toolkit GNU per la famiglia di sistemi operativi Microsoft Windows, e di eCos, un sistema operativo incorporato in tempo reale.